# Sevilla de Oro (canton)
Sevilla de Oro est un canton d'Équateur situé dans la province d'Azuay.